# カガシラ
カガシラ Diplacrum caricinum R. Br. はカヤツリグサ科の植物の1つ。湿地に生える小型の植物で、葉腋に小さな単性の小穂をまとまってつける。現在の日本ではごく珍しいものとなっている。

## 特徴
小型の1年生の草本。根は細くて赤紫色をしている。根茎はなく、茎は時に基部で多少の分枝を出す。時に基部で繰り返し分枝してまとまった株のようになる個体もある。茎は高さ4-15cmほど、その断面は角の鋭い3稜形をしている。茎には多数の節があり、節ごとに葉を出す。葉はすべて茎から出て、つまり根出葉はない。ただしこの葉は基部に小穂をつけるので総苞片ともとれる。いずれにせよ葉身があって線形で長さ1-5cm、幅1-2mm、先端は急に狭まって尖る。基部の鞘は短くて赤褐色に色づく。
花期は7-10月。花序は茎に並んだ葉(総苞片)の脇からそれぞれ分花序が出る。個々の分花序は葉腋から出て短い柄があり、その先端に多数の小穂が頭状に集まったものである。その大きさは長さ幅共に3-5mmで淡緑色。小穂は長さ2～3mmで雌雄の別があり、1小花のみを含む雌小穂が中央にあって、雄小穂は雌小穂の基部に取り巻くように着いている。雄花鱗片は狭卵形で先端は鈍く尖っている。雌小穂の鱗片は長楕円形で長さ1.5-2mm、先端は次第に狭まるか、時に左右に小さな切れ込みが入るような感じに3つに裂ける。痩果は球形で長さ0.6-1mm、硬くて表面には粗い格子模様があり、上の方には微毛がある。色は白。なお、痩果は2枚の鱗片にきっちりと包まれ、脱落するときはそれらに包まれたままで落ちる。
別名にヒメシンジュガヤがある。

## 分布と生育環境
日本では本州の千葉県より西、琉球列島にまで見られ、国外では中国南部、台湾、東南アジア、インド、スリランカ、オーストラリアにまで分布する。
湿地に生える。

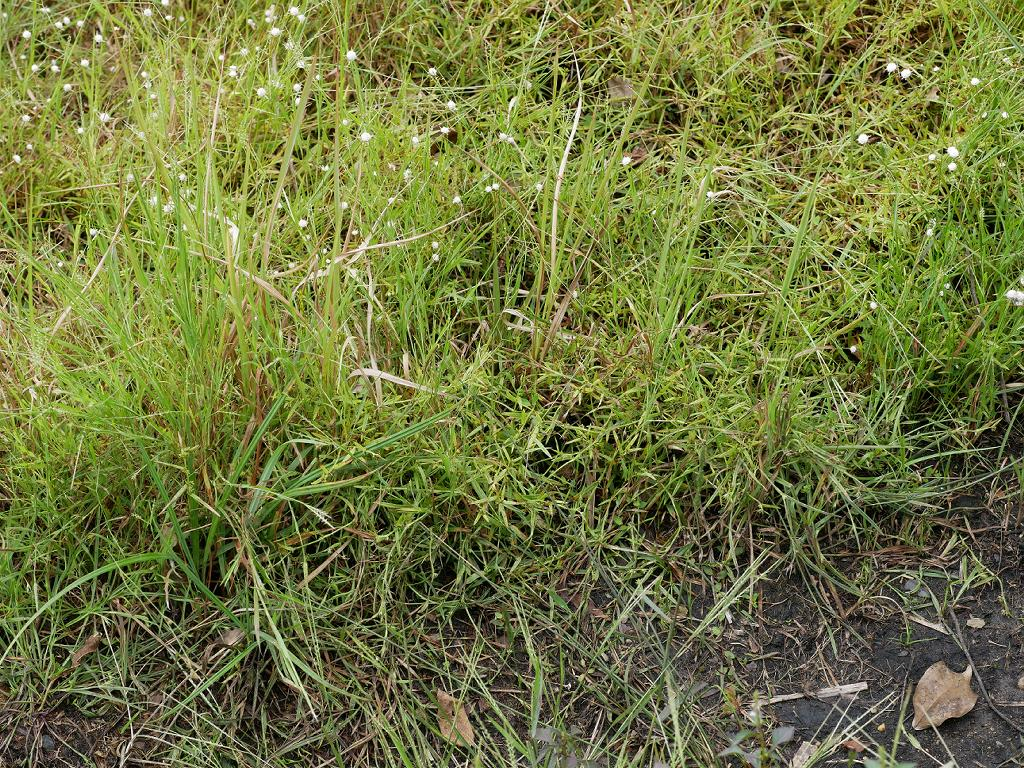
湿地の地表を覆うように生える姿

## 分類など
本種の含まれるカガシラ属は熱帯域を分布の中心として6-8種あり、日本に産するのは本種のみとされる。
なお、この属はシンジュガヤ属 Scleria にごく近縁とされ、元々はこの属に含められていた。本種も Scleria caricina の名で扱われたことがある。この2属は小花がそれぞれ単性であり、痩果はほぼ球形で表面はとても硬くなっていること、基部に基盤があることなども共通している。違いとしてはシンジュガヤ属のものは円錐花序か穂状花序の形を取り、頂生か腋生の分花序を出す形になるのに対して、本属では花序は頭状で腋生であること、またシンジュガヤ属では痩果は単独で落下するのに対して本属のものは2枚の鱗片に包まれて落下する点などが異なるとされている。
個々の種としてはシンジュガヤ属では小型のケシンジュガヤ S. rugosa やその変種であるマネキシンジュガヤ var. onoei は本種にやや似ている。これらの植物も小形の一年草で根茎はなく、地表に伏せるように伸びるが、葉は茎の基部に近いものほど長く伸びるなどの点で本種とは異なる。またこれらは花序にはっきりした柄があるので、その点を確認すれば間違いない。

## 保護の状況
環境省のレッドデータブックでは絶滅危惧II類に指定されており、また府県別には東は千葉県、茨城県から西は沖縄県に渡り17の府県で何らかの指定がある。特に千葉県、茨城県、群馬県、岐阜県、愛知県、三重県、和歌山県、山口県、愛媛県、長崎県、熊本県、宮崎県、沖縄県で絶滅危惧I類と強く危険視されており、大阪府と福岡県では絶滅とされている。小型の植物であるために背丈の高い植物が繁茂するなどの環境変改によって容易に消滅することが心配されている。他方、川南湿原など保護され管理されている湿原ではよく繁茂することも知られており、環境さえ整えば個体数増は難しくないものとも思われる。